# Драбков, Гавриил Ефимович
Гавриил Ефимович Драбков (9 июля 1905, Кривка, Витебская губерния, Российская империя — 23 марта 1991, Ленинград, СССР) — советский военачальник, полковник (23.04.1943).

## Биография
Родился 9 июля 1905 года в деревне Кривка, ныне — в Велижском районе, Смоленская область, Россия. Русский.

## Военная служба
21 ноября 1927 года был призван в РККА и зачислен курсантом в учебный дивизион 4-й артиллерийской бригады ЛВО. После завершения обучения был назначен помощником командира взвода в 73-й отдельный артиллерийский дивизион в город Красногвардейск.
С октября 1930 года проходил обучение в 1-й Ленинградской артиллерийской школе, где в 1931 году вступил в ВКП(б), после окончания школы в июне 1932 года назначен командиром взвода учебной батареи 2-й артиллерийской дивизии. С ноября 1932 года командовал батареей в 3-м отдельном местном стрелковом батальоне, а с ноября 1934 года — врид командира этого дивизиона.
С ноября 1937 по январь 1939 года учился в Военной академии РККА им. М. В. Фрунзе, затем направлен начальником отдела ПВО штаба ЗакВО. В апреле 1941 года переведен в ПрибОВО на должность заместителя начальника штаба Северо-Западной зоны ПВО.

### Великая Отечественная война
В начале войны подполковник Драбков в той же должности на Северо-Западном фронте. В июне — июле в состав Северо-Западной зоны ПВО входили 10-, 12- и 14-я бригады ПВО, а также Эстонский бригадный район ПВО, которые выполняли задачи по ПВО объектов и войск на территории Прибалтийских республик. В конце июля соединения и части зоны ПВО вошли в непосредственное подчинение командующего войсками Северо-Западного фронта.
В сентябре 1941 года Драбков был назначен начальником отдела боевой подготовки Московской зоны ПВО.
В ноябре 1941 года Драбков переводится на должность начальника штаба Архангельского дивизионного района ПВО.
С июня 1942 года исполняет должность начальника штаба Тульского дивизионного района ПВО.
В мае 1943 года полковник Драбков назначен командиром 28-й зенитно-артиллерийской дивизии РГК. В ходе войны дивизия входила в состав 50-й, 3-й и 70-й армий 1-го и 2-го Белорусских фронтов и выполняла задачи по прикрытию войск от ударов авиации противника в ходе Рогачёвско-Жлобинской, Белорусской, Могилёвской, Минской, Белостокской и Осовецкой операциях. В январе — апреле 1945 года её части принимали участие в Восточно-Прусской, Восточно-Померанской и Берлинской наступательных операциях.
За время войны комдив Драбков был три раза персонально упомянут в благодарственных в приказах Верховного Главнокомандующего.

### Послевоенное время
После войны полковник Драбков продолжал командовать этой дивизией.
С марта 1946 года по май 1948 года учился в Высшей военной академии им. К. Е. Ворошилова, по окончании которой был назначен заместителем командующего по ПВО Управления командующего артиллерией ЦГВ.
С июня 1949 года исполнял должность заместителя командующего артиллерией по зенитной артиллерии Юж.-УрВО, а с мая 1950 года — ТуркВО.
С июля 1956 года он назначается начальником кафедры тактики зенитной артиллерии в Военно-артиллерийской командной академии.
В ноябре 1957 года переведен заместителем командующего артиллерией Северного ВО по зенитной артиллерии.
С октября 1958 года исполнял должность начальника войск ПВО 6-й армии — помощника командующего армией по ПВО.
14 октября 1960 года уволен в запас.
Скончался в Ленинграде 23 марта 1991 года. Похоронен на Богословском кладбище.

## Награды
СССР
- орден Ленина (20.04.1953)[5]
- три ордена Красного Знамени (01.09.1943[6], 22.02.1945[7], 06.11.1947[5])
- орден Кутузова II степени (29.05.1945)[3]
- два ордена Отечественной войны I степени (14.09.1944[8], 06.04.1985[9])
- орден Красной Звезды (03.11.1944)[5]

медали в том числе:
- - «За оборону Москвы» (1944)[3]
  - «За победу над Германией в Великой Отечественной войне 1941—1945 гг.» (26.09.1945)[10]
  - «Ветеран Вооружённых Сил СССР»

Приказы (благодарности) Верховного Главнокомандующего в которых отмечен Г. Е. Драбков.
- За овладение штурмом городом и крупным промышленным центром Белосток — важным железнодорожным узлом и мощным укрепленным районом обороны немцев, прикрывающим пути к Варшаве. 27 июля 1944 года № 151.
- За овладение городом и крепостью Гданьск (Данциг) — важнейшим портом и первоклассной военно-морской базой немцев на Балтийском море. 30 марта 1945 года. № 319.
- За форсирование Одера южнее Штеттина, прорыв сильно укрепленной обороны немцев на западном берегу Одера и овладение главным городом Померании и крупным морским портом Штеттин, а также овладение городами Гартц, Пенкун, Казеков, Шведт. 26 апреля 1945 года. № 344.

Других государств:
- орден и медали